# Présidence ouest-allemande du Conseil des Communautés européennes en 1967
Présidence belge du Conseil de la Communauté économique européenne en 1967 Présidence française du Conseil des Communautés européennes en 1968
La présidence ouest-allemande du Conseil des Communautés européennes en 1967 désigne la quatrième présidence du Conseil des Communautés européennes effectuée par l'Allemagne de l'Ouest depuis la création de la Communauté économique européenne en 1958.
Elle fait suite à la présidence belge de 1967 et précède celle de la présidence française du Conseil de la Communauté économique européenne à partir du 1er janvier 1968.

## Déroulement
La présidence ouest-allemande marque la première présidence se déroulant après l'entrée en vigueur du traité de fusion des exécutifs communautaires.

## Agenda
La première réunion du Conseil se tient le 3 juillet 1967.

## Sources